# بوردرتاون
بوردرتاون هو مسلسل جريمة فنلندا،تم عرض الموسم الأول الذي يتكون من 11 حلقة في 16 أكتوبر 2016 والموسم الثاني المتكون من 10 حلقات في 7 أكتوبر 2018 والموسم الثالث في 2019.بالإضافة إلى فنلندا حاز المسلسل على إشادة دولية ؛ من بين عشاق المسلسل المؤلف الأمريكي ستيفن كينغ.